# Brauhausstraße 8 (Merseburg)

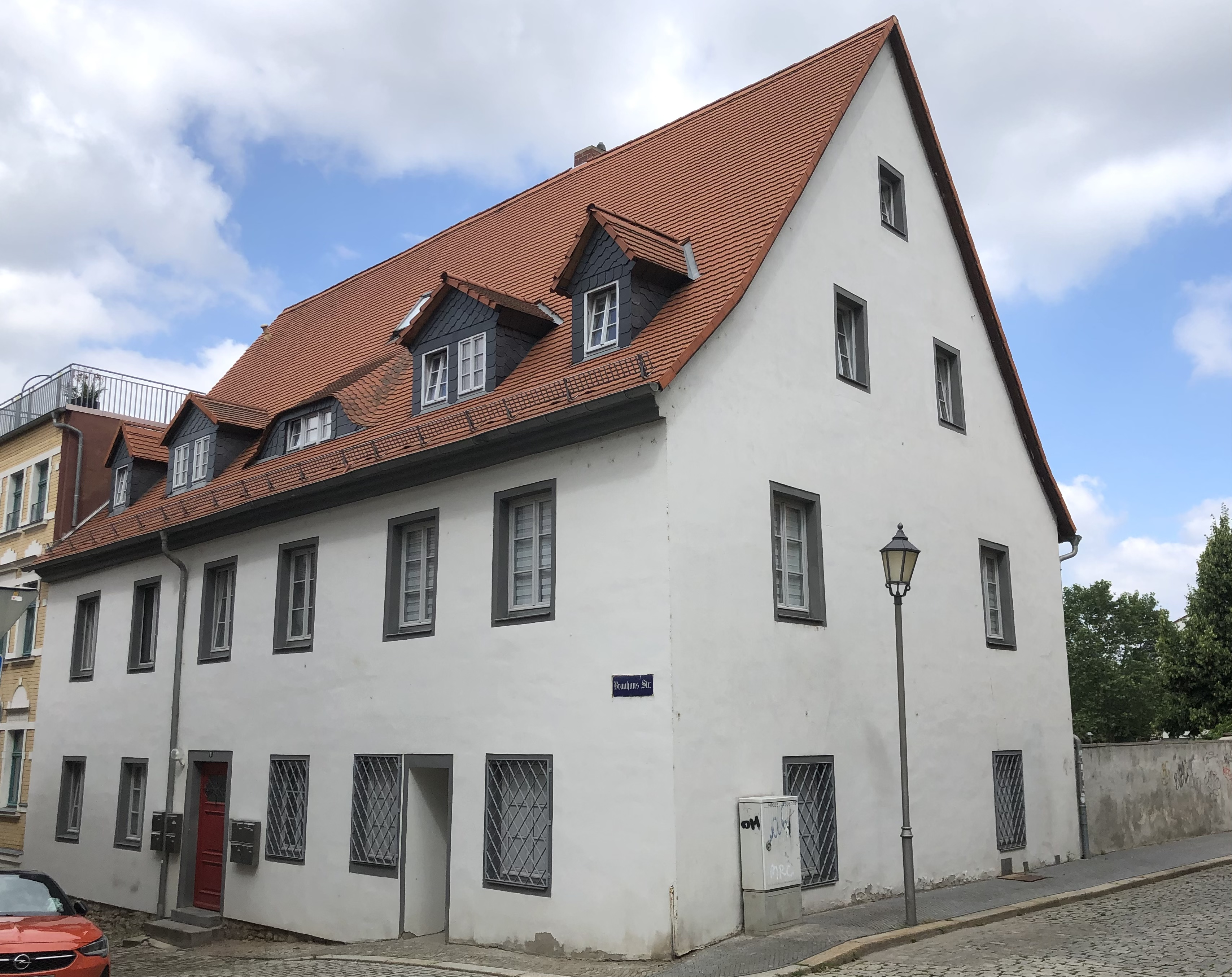
Brauhausstraße 8 im Jahr 2021

Brauhausstraße 8 ist ein denkmalgeschützter Ackerbürgerhof in der Stadt Merseburg in Sachsen-Anhalt.

## Lage
Es befindet sich in der Merseburger Altstadt auf der Nordseite der Brauhausstraße, an deren westlichen Ende, in einer Ecklage zur Domstraße. Unmittelbar westlich grenzt das gleichfalls denkmalgeschützte Anwesen Brauhausstraße 6 an.

## Architektur und Geschichte
Der Ackerbürgerhof besteht aus einem schlichten Wohnhaus aus dem 18. Jahrhundert. Ursprünglich schloss sich nach Norden ein kleines Wirtschaftsgebäude an, das jedoch im 21. Jahrhundert abgerissen wurde. Zum Anwesen gehörte eine kleine Galerie sowie ein auf das Mittelalter zurückgehender Keller.
Im örtlichen Denkmalverzeichnis ist das Wohnhaus unter der Erfassungsnummer 094 20118 als Baudenkmal verzeichnet.